# Gastrozona fasciventris
Gastrozona fasciventris es una especie de insecto del género Gastrozona de la familia Tephritidae del orden Diptera.

## Historia
Macquart la describió científicamente por primera vez en el año 1843.